# الله‌قلی‌خان ایلخانی

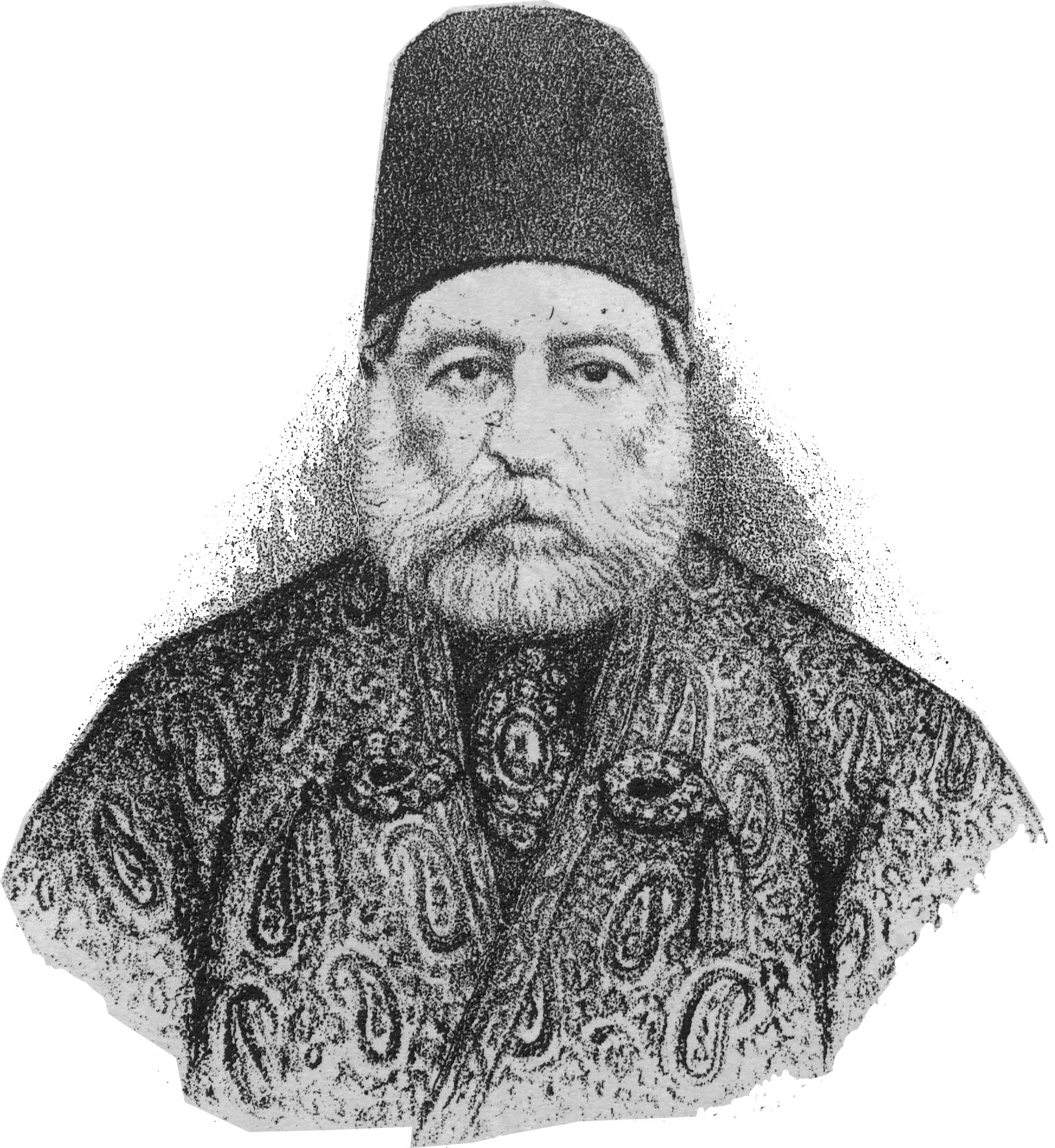
الله‌قلی‌خان ایلخانی در حدود ۱۳۰۱ قمری (اثر ابوتراب غفاری)

الله‌قلی‌خان ایلخانی (۱۲۳۶–۱۳۰۹ قمری) یا الله‌قلی میرزا یکی از شاهزادگان ایرانی از دودمان قاجار بود. او پسر موسی‌خان پسر حسینقلی خان قاجار (برادر فتحعلی شاه) و عزت‌النسا دختر فتحعلی‌شاه قاجار بود. از آنجا که حاجی میرزا آقاسی، صدراعظم ایران در عهد محمدشاه، با عزت‌النسا ازدواج کرده بود، الله‌قلی‌خان ناپسری او نیز بود.
عمده شهرت الله‌قلی‌خان از آن جهت که در سال‌های پایانی حکومت محمدشاه، با حمایت آقاسی مدعی ولایتعهدی ایران شد. پس از اینکه محمدشاه از ادعای او آگاه شد، با نظر آقاسی تنها به دور کردن او از پایتخت بسنده کرد. آقاسی از شاه حکومت بروجرد را برای ناپسری خود گرفت. بعدها محمودخان صبا از بروجرد خبر آورد که الله‌قلی‌خان درحال نقشه‌پردازی برای کودتا و کشتن شاه است. درستی یا نادرستی این ادعا مشخص نیست. به هر حال آقاسی که متحمل یک آبروریزی شده بود، مجبور شد الله‌قلی‌خان را به عتبات تبعید کند. او در سال ۱۳۰۹ قمری درگذشت.